# モンロー・ソールズベリー
モンロー・ソールズベリー（Monroe Salisbury、本名：オレンジ・ソールズベリー・キャッシュ（Orange Salisbury Cash）、1876年5月8日 - 1935年8月6日）は、アメリカ合衆国の俳優である。
日本ではモンロー・サリスベリーとも表記された。

## 人物・来歴
1876年（明治9年）5月8日、ニューヨーク州エリー郡アンゴラに生まれる。
1898年（明治31年）、劇壇にデビューし、1903年（明治36年）には、アンヘル・ギメラの戯曲の舞台 Marta of the Lowlands に主演している。
1913年（大正2年）にジェシー・L・ラスキーがオスカー・アッフェル、セシル・B・デミルとともに設立したジェシー・L・ラスキー・フィーチャー・プレイ・カンパニーに参加、1914年（大正3年）に同社が製作した長篇劇映画『スコウ・マン』にノンクレジットで出演し、同年2月15日に公開され、満36歳で映画界にデビューした。1915年（大正4年）には同社を離れる。
1917年（大正6年）、ユニヴァーサル・フィルム・マニュファクチュアリング・カンパニー（現在のユニバーサル・ピクチャーズ）に移籍、入社第1作は、同社の子会社・ブルーバード映画製作、ルース・クリフォード主演、ルパート・ジュリアン監督の『谷の小家』であった。同年には同様のジュリアン監督と主演のクリフォードの相手役として『旅の女』、『長恨歌』に出演し、翌1918年（大正7年）から、『森の朝』、『赤き赤き心』、『無言の罪』、『鷲』、『熱血の権威』、『悪魔バーチース』、『強者の威力』、『長者海賊』、『屍の輝き』に主演、これらは日本でも公開された。1921年（大正10年）、ユニヴァーサルを去り、モンロー・ソールズベリー・プロダクションズを設立、第1作『未開の人』を製作・主演し、同作は、同年4月30日に公開された。同社は製作を続けられず、次作はウェスト・コースト・フィルムズが1922年（大正11年）に製作した、ジャック・ジャッカード監督による主演作『雪中の血路』で、同作を最後に映画界から一旦退いた。
1929年（昭和4年）、レスリー・ピアース監督の Her Husband's Women に客演してカムバック、翌1930年（昭和5年）、レイ・テイラー監督の The Jade Boxを最後に、本格的に映画界を引退した。
1935年（昭和10年）8月6日、カリフォルニア州サンバーナーディーノで転落による頭蓋骨骨折のため死去した。満59歳没。アンジェラス＝ロズデイル墓地に眠る。

## フィルモグラフィ
すべて出演作である。

### 1910年 - 1922年

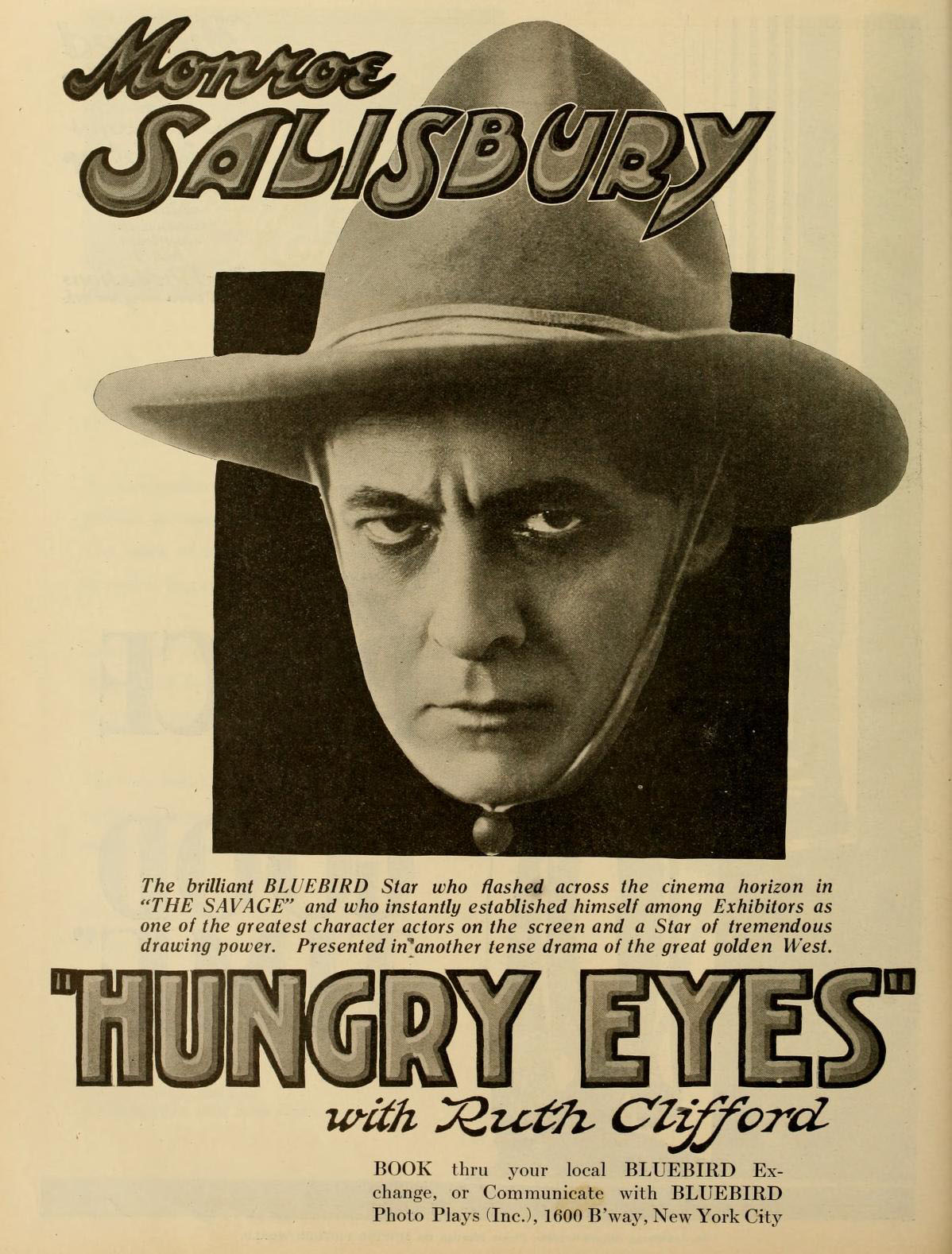
『飢たる眼』 (1918)

- 『スコウ・マン』 The Squaw Man : 監督オスカー・アッフェル（ノンクレジット） / セシル・B・デミル（ノンクレジット）、1914年 - ノンクレジット出演・役 Sir Henry - Earl of Kerhill
- Brewster's Millions : 監督オスカー・アッフェル / セシル・B・デミル、1914年 - 出演・役 Noppier Harrison
- The Master Mind : 監督オスカー・アッフェル / セシル・B・デミル（ノンクレジット）、1914年 - 出演・役 District attorney
- The Virginian : 監督セシル・B・デミル、1914年 - ノンクレジット出演・役 Mr. Ogden
- Ready Money : 監督オスカー・アッフェル、1914年 - 出演・役 Sidney Rosenthal
- The Man from Home : 監督セシル・B・デミル、1914年 - 出演・役 Hon. Almerce St. Aubyn
- Rose of the Rancho : 監督セシル・B・デミル、1914年 - 出演・役 Don Luis Del Torre
- The Goose Girl : 監督フレデリック・トムソン、1915年 - 出演・役 King Frederick
- After Five : 監督オスカー・アッフェル / セシル・B・デミル、1915年 - 出演・役 Sam Parker
- A Gentleman of Leisure : 監督ジョージ・メルフォード、1915年 - 出演・役 Stutten, Pitt's friend
- 『快男子』 The Lamb : 監督クリスティー・キャバンヌ、1915年 - 出演・役 Mary's Cousin
- The Crest of Van Endheim : 監督不明、1915年
- The Friends of the Sea : 監督不明、1915年 - 出演・役 August the Wild
- Double Trouble : 監督クリスティー・キャバンヌ、1915年 - 出演・役 Hotel Clerk
- 『ラモナ』 Ramona : 監督ドナルド・クリスプ、1916年 - 出演・役 Alessandro
- 『流転する罪業』 Eyes of the World : 監督ドナルド・クリスプ、1917年 - 出演・役 Conrad La Grange, Civilization
- 『魔界の使者』 The Devil's Assistant : 監督ハリー・A・ポラード、1917年 - 出演・役 Dr. Lorenz
- The Price of Her Soul : 監督オスカー・アッフェル、1917年 - 出演・役 Dr. Howard Graham
- The Silent Lie : 監督ラオール・ウォルシュ、1917年 - 出演・役 The Stranger
- The Cook of Canyon Camp : 監督ドナルド・クリスプ、1917年 - 出演・役 Silent Jack
- 『谷の小家』 The Desire of the Moth : 監督ルパート・ジュリアン、主演ルース・クリフォード、1917年 - 出演・役 Christopher Roy
- 『旅の女』 The Door Between : 監督ルパート・ジュリアン、主演ルース・クリフォード、1917年 - 出演・役 Anthony Ives Eckhart
- 『長恨歌』 The Savage : 監督ルパート・ジュリアン、主演ルース・クリフォード、1917年 - 出演・役 Julio Sandoval
- Zollenstein : 監督エドガー・ジョーンズ、1917年 - 出演・役 Crown Prince, Zollenstein/John Mort6imer
- 『森の朝』 Hands Down : 監督ルパート・ジュリアン、1918年 - 出演・役 Dago Sam
- 『飢たる眼』 Hungry Eyes : 監督ルパート・ジュリアン、1918年 - 出演・役 Dale Revenal
- 『赤き赤き心』 The Red, Red Heart : 監督ウィルフレッド・ルーカス、1918年 - 出演・役 Kut-le
- 『無言の罪』 The Guilt of Silence : 監督エルマー・クリフトン、1918年 - 出演・役 Mathew 'Silent' Smith
- 『鷲』 The Eagle : 監督エルマー・クリフトン、1918年 - 出演・役 John Gregory'The Eagle'
- 『熱血の権威』 Winner Takes All : 監督エルマー・クリフトン、1918年 - 出演・役 Alan MacDonald
- 『悪魔バーチース』 That Devil, Bateese : 監督ウィリアム・ウォルバート、1918年 - 出演・役 Bateese Latour
- 『強者の威力』 Hugon, the Mighty : 監督ローリン・スタージョン、1918年 - 出演・役 Hugon
- 『長者海賊』 The Millionaire Pirate : 監督ルパート・ジュリアン、1919年 - 出演・役 Jean Lafitte
- 『屍の輝き』 The Light of Victory : 監督ウィリアム・ウォルバート、1919年 - 出演・役 Lieutenant George Blenton
- 『盲目の道』（『盲目の途』） The Blinding Trail : 監督ポール・パウエル、1919年 - 出演・役 Jim McKenzie
- 『眠れる獅子』 The Sleeping Lion : 監督ルパート・ジュリアン、1919年 - 出演・役 Tony
- 『魔の森』（別題『月光の人』） The Man in the Moonlight : 監督ポール・パウエル、1919年 - 出演・役 Rossingnol
- 『落日の山道』 The Sundown Trail : 監督ローリン・S・スタージョン、1919年 - 出演・役 'Quiet' Carter
- 『彼の離婚した妻』 His Divorced Wife : 監督ダグラス・ジェラード、1919年 - 出演・役 Asa Whipple
- 『幻の曲』 The Phantom Melody : 監督ダグラス・ジェラード、1920年 - 出演・役 Count Camello
- 『未開の人』（別題『未開人』） The Barbarian : 監督ドナルド・クリスプ、1921年 - プロデューサー・出演・役 Eric Straive
- 『雪中の血路』 Great Alone : 監督ジャック・ジャッカード、1922年 - 出演・役 Silent Duval

### 1929年のカムバック
- Her Husband's Women : 監督レスリー・ピアース、1929年
- The Jade Box : 監督レイ・テイラー、1930年 - 出演・役 John Lamar

## 註
1. 1 2 3 4 5 6 7 8 9 10  Monroe Salisbury, Internet Movie Database （英語）, 2010年5月20日閲覧。
2. ↑  モンロー・サリスベリー、allcinema ONLINE, 2010年5月20日閲覧。
3. ↑  Monroe Salisbury, Internet Broadway Database （英語）, 2010年5月20日閲覧。
4. ↑  『ブルーバード映画の記録』 : 製作・著・発行山中十志雄・塚田嘉信、1984年4月、p.60-63.
5. ↑  Monroe Salisbury, Find A Grave （英語）, 2010年5月20日閲覧。

## 関連事項
- エリー郡 (ニューヨーク州) （en:Erie County, New York）
- アンゴラ (ニューヨーク州) （en:Angola, New York）
- アンヘル・ギメラ （en:Àngel Guimerà）
- ジェシー・L・ラスキー （en:Jesse Louis Lasky）
- アンジェラス＝ロズデイル墓地 （en:Angelus-Rosedale Cemetery）